# Chironomus quadratus
Chironomus quadratus är en tvåvingeart som beskrevs av Oskar Augustus Johannsen 1932. Chironomus quadratus ingår i släktet Chironomus och familjen fjädermyggor. Inga underarter finns listade i Catalogue of Life.